# Just a Little More Love (singel)
Just a Little More Love – debiutancki singiel francuskiego DJ-a Davida Guetty wydany z albumu pod tym samym tytułem. W piosence gościnnie występuje Chris Willis, który stworzył też tekst. Producentem singla jest Joachim Garraud.

## Lista utworów
1. Just a Little More Love (Radio Edit)
2. Just a Little More Love (Wally López Remix)
3. Just a Little More Love (Problem Kid Fat Bottom Funk Remix)
4. Just a Little More Love (Elektro Edit)
5. Just a Little More Love (Elektro Maxi)
6. Just a Little More Love (Remix Edit)
7. Just a Little More Love (Remix Maxi)

## Pozycje
| Lista (2001/02)           | Najwyższa pozycja |
| ------------------------- | ----------------- |
| Dutch Singles Chart       | 38                |
| French SNEP Singles Chart | 29                |
| Swiss Singles Chart       | 59                |
| UK Singles Chart          | 19                |